# 靜岡金融集團
株式會社靜岡金融集團（日语：株式会社しずおかフィナンシャルグループ），是靜岡銀行主要旗下日本金融控股公司。日經平均指數主要成份股。

## 概要
2022年10月3日，日本靜岡銀行轉換股份成立。其後，本行設立控股公司再進行重組架構，本行若干子公司和Monex集團取得資金增資 。
山梨中央銀行和名古屋銀行與静岡銀行進行業務合作伙伴，包括其他銀行、成立時間和進行股份持合者業務。

## 歷史
- 2022年（令和4年）10月3日 - 静岡銀行正式成立控股公司。

## 集團旗下公司

### 附屬公司
- 株式会社静岡銀行
  - 欧州静岡銀行（Shizuoka Bank (Europe) S.A.）
  - 靜銀綜合服務株式会社 （页面存档备份，存于）
  - 靜銀按揭服務株式会社 （页面存档备份，存于）
  - 靜銀商業創造株式会社 （页面存档备份，存于）
  - 静銀ITソリューション株式会社 （页面存档备份，存于）
  - 静銀信用保証株式会社
  - 靜銀信用卡株式会社
  - しずぎんハートフル株式会社
  - Shizuoka Liquidity Reserve Limited
- 静銀リース株式会社 （页面存档备份，存于）
- 静銀経営コンサルティング株式会社 （页面存档备份，存于）
- 靜銀東京三菱證券股份有限公司
- 靜岡資本株式会社

### 聯營公司
- Monex集團株式会社
- 静銀セゾンカード株式会社
- コモンズ投信株式会社 （页面存档备份，存于）

## 外部連結
- 株式会社しずおかフィナンシャルグループ （页面存档备份，存于）